# Валонекупо (Козенца)
Валонекупо је насеље у Италији у округу Козенца, региону Калабрија.
Према процени из 2011. у насељу је живело 214 становника. Насеље се налази на надморској висини од 643 м.